# تاريخ إرتريا
اسم إريتريا يعود إلى الحضارة الإغريقية حيث أعطت إريتريا بالسابق اسمها للبحر الأحمر الذي كان يدعى بحر إريتريا.
استقلت إريتريا من أثيوبيا في 24 ماي 1993.

## التاريخ القديم
التاريخ المعروف عن إريتريا يعتبر من الأقدم في أفريقيا جنوب الصحراء والعالم. تعتبر إريتريا، مع أثيوبيا والساحل السوداني، بلاد بونت أو تانتجيرو (أرض الآلهة) لدى المصريين القدامى، ذكرت لأول مرة خلال القرن 25 ق.م.. أقدم مصدر معروف لبحر إريتريا ينسب إلى آشيلوس (جزء 67)، الذي يمثلها بحليً أثيوبيا (أغلب الضن أن أثيوبيا هنا تعني نوبية أو عموما إفريقيا جنوب مصر).
حوالي القرن 8 ق.م.، تأسست مملكة دمت بشمال إريتريا وأثيوبيا وعاصمتها ييها. عقبتها مملكة أكسوم خلال القرن 1 ق.م..
شعوب وسط إريتريا وشمال أثيوبيا الحالية يتقاسمون موروث حضاري وثقافي مشترك، يرجع إلى مملكة أكسوم والسلالات الحاكمة المتعاقبة خلال القرن 1 ق.م. وإلى اللغة الجعزية.
في ساحل البلاد وإلى الجنوب، تطورت الثقافة السواحلية، شديدة التأثر بالثقافة العربية.
اللغات التيغرينية والأمهرية، لغات رسمية في إريتريا وأثيوبيا، تنحدر من اللغة الجعزية القديمة. اشترك البلدان أيضا مبكرا بالديانة حيث كونا كنيسة التوحيد الأرثوذكسية الإثيوبية.

## العصور الوسطى
يعود أوج التأثير الإسلامي في إريتريا إلى سنة 1557 مع الوصاية العثماني تحت سليمان القانوني و تحرير  مصوع من الإحتلال البرتغالي ، أرقيقو ودبروا عاصمة بحر نيغوس يشاق (الذي كان يحكم منطقة تتقاسم تقريبا نفس حدود إريتريا اليوم). استعاد يشاق مدينة دبروا والذهب الذي جمعه الغزاة.
ابرم يشاق تحالف مع العثمانيين سنة 1560 ضد الإمبراطور الأثيوبي الجديد لكنه قطعه عند تتويج ملك أثيوبيا سرسا دينجيل. لدى غزو الإمام أحمد بن إبراهيم الغازي للهضاب العالية الإريترية، استطاع يشاق أن يعول على جيوشه تحت قيادة أدكمي ميلاغى لردعه. بعد ذلك بمدة قصيرة، أبرم تحالفا ثانيا مع العثمانيين لكنه هزم في النهاية وسلمهم سنة 1578 مدينة مساوا (أحد أكبر مرافئ الجهة) وأرقيقو والسواحل المجاورة.
خلال الفترة اللامركزية زمان مصافنت في أثيوبيا، كان لأمراء الحرب أصيلي منطقة تيغراي النفوذ على بعض المناطق من إريتريا الحالية. تواصلت الفتوحات الإسلامية خصوصا على السواحل والهضاب والتي أسلمت مع نهاية فترة العصور الوسطى.